# Малаховский, Адам Сигизмундович
Адам Сигизмундович Малаховский (Адам-Адольф Сигизмунд; 1859 Витебская губерния Российская империя — после 1918 Астрахань РСФСР) — русский архитектор и художник, городской архитектор Астрахани, воздухоплаватель, писатель.

## Биография
Родился в семье представителя древнего польского дворянского рода Малаховских (герб Наленч), управляющего помещичьим имением Сигизмунда Адама Малаховского (1830—20.02.1888) и его супруги Елизаветы. В семье воспитывался с младшим братом Брониславом Василием-Петром, впоследствии — инженером, конструктором знаменитых русских паровозов серии С, и сестрами Антониной, Ядвигой и Марией.
После окончания реального училища, поступил в 1881 году в Императорскую академию художеств в Санкт-Петербурге, которую окончил в 1888 году. В 1890 году за конкурсную работу получил Большую серебряную медаль Императорской Академии художеств. В 1891 году получил звание классного художника 3-й степени.
С 1892 года — младший инженер строительного отделения Астраханского губернского правления. В 1894 году переведён на должность младшего архитектора того же строительного отделения. В 1895—1902 годах — младший архитектор Астрахани. С 1903 года — городской архитектор Астрахани.

## Проекты и постройки
- Жилой дом с конторой товарищества «Братья Меркульевы» (1898—1899);
- Летний театр в парке «Аркадия» (1898—1899);
- Доходный дом Артемия Тавризова (1896—1907);
- Почтово-телеграфная контора (1903, совместно с архитектором В. Б. Вальдовским-Варганеком);
- Здание армянского благотворительного общества-богадельня;
- Гостиница «Астраханская» и другие объекты;

## Общественная и благотворительная деятельность
- Занимался воздухоплаванием на аппаратах легче воздуха с 1880-х гг. Неоднократно поднимался на воздушных шарах. Опыт полученный при полётах вошёл в методические рекомендации для Воздухоплавательного отдела Российской императорской армии.
- Действительный член VII воздухоплавательного отдела Императорского русского технического общества,
- Заседатель Приказа общественного призрения Астраханской губернии.
- Член «Астраханского общества вспомоществования бедным прихожанам римско-католической церкви»
- В июле 1913 года, уже будучи пожилым человеком, усыновил семимесячного мальчика. К сожалению, мальчик умер от желудочной инфекции в сентябре того же года.

## Литературные труды
- Книга «На воздушном корабле. Из заоблачных экскурсий», типография В. Л. Егорова, 1902, Астрахань, 82 стр.

## Награда
За спасение четырёх человек, провалившихся под лёд на реке Кутум, награждён серебряной медалью «За спасение погибавших» на Владимирской ленте в 1907 году.